# Pirisca Grecco
Afonso Machado Grecco (Uruguaiana, 30 de novembro de 1971), mais conhecido pelo seu nome artístico Pirisca Grecco, é um cantor de música nativista brasileiro.
Em sua carreira, foi premiado em diversas oportunidades no Prêmio Açorianos e a Califórnia da Canção Nativa, tendo sido agraciado três vezes com a Calhandra de Ouro.   É um dos líderes do movimento que dá um ar criativo para o regionalismo gaúcho, principalmente a partir de seu ecletismo, que mistura elementos da música nativista com o folclore latino, o pop-rock, o jazz e a MPB.
Por conta do caráter moderno que entrega à tradição gaúcha, atualizando a música regional, é considerado um cantor autêntico e vanguardista, características que foram potencializadas pelo trabalho junto à banda Comparsa Elétrica.  O caráter vanguardista de sua carreira também foi marcado por ter sido um dos primeiros artistas da música nativista a trabalhar de forma independente, a partir do crowdsourcing.Com a banda foi premiado pelo álbum Comparsa Elétrica – O Filme, vencedor nas categorias Álbum Regional do Ano e DVD do Ano no troféu Origens, do Galpão Crioulo, em 2016.  
Além da carreira como músico, Pirisca Grecco trabalha como assessor do também músico e deputado estadual do Rio Grande do Sul Luiz Marenco. 

## Álbuns
- O que sou e o que pareço (independente - 2001)
- Compasso Taipero (Midia Brasil - 2003)
- Muchas Gracias (Usadiscos - 2004)
- Bem de Bem (Usadiscos - 2006)
- Comparsa Elétrica (Usadiscos - 2009)
- Clube da Esquila  (Usadiscos - 2011)
- Comparsa Elétrica - O Filme (Independente - 2016)
- Ilexlândia (Rama Records - 2022)

## Prêmios e indicações

### Prêmio Açorianos
| Ano  | Categoria                     | Indicação                                                              | Resultado |
| ---- | ----------------------------- | ---------------------------------------------------------------------- | --------- |
| 2003 | Disco de Música Regional      | Compasso Taipeiro                                                      | Venceu    |
| 2005 | Disco de Música Regional      | Muchas Gracias                                                         | Indicado  |
| 2006 | Intérprete de Música Regional | Pirisca Grecco                                                         | Venceu    |
| 2006 | Disco de Música Regional      | Bem de Bem                                                             | Venceu    |
| 2009 | Intérprete de Música Regional | Pirisca Grecco                                                         | Venceu    |
| 2009 | Disco de Música Regional      | Comparsa Elétrica                                                      | Venceu    |
| 2011 | Intérprete de MPB             | Pirisca Grecco                                                         | Indicado  |
| 2014 | Intérprete de MPB             | Pirisca Grecco                                                         | Indicado  |
| 2016 | Compositor de Música Regional | Pirisca Grecco (por Comparsa Elétrica - O Filme, de Comparsa Elétrica) | Venceu    |
| 2016 | Intérprete de Música Regional | Pirisca Grecco (por Comparsa Elétrica - O Filme, de Comparsa Elétrica) | Indicado  |
| 2022 | Intérprete de Música Regional | Pirisca Grecco, Luiz Marenco e Thedy Corrêa (por Cada Um)              | Indicado  |

### Troféu Origens
| Ano  | Categoria                  | Indicação                                                                 | Resultado |
| ---- | -------------------------- | ------------------------------------------------------------------------- | --------- |
| 2016 | Melhor DVD                 | Comparsa Elétrica (por Comparsa Elétrica - O Filme, de Comparsa Elétrica) | Venceu    |
| 2016 | Melhor Compositor Regional | Pirisca Grecco (por Comparsa Elétrica - O Filme, de Comparsa Elétrica)    | Venceu    |
| 2016 | Melhor Álbum Regional      | Comparsa Elétrica (por Comparsa Elétrica - O Filme, de Comparsa Elétrica) | Venceu    |

### Califórnia da Canção Nativa
| Ano  | Categoria         | Indicação                                                                                     | Resultado |
| ---- | ----------------- | --------------------------------------------------------------------------------------------- | --------- |
| 2002 | Calhandra de Ouro | Feito o Carreto (Intérprete) composição de Mauro Moraes                                       | Venceu    |
| 2004 | Calhandra de Ouro | Muchas Gracias (Compositor ao lado de Gujo Teixeira e Interprete)                             | Venceu    |
| 2005 | Calhandra de Ouro | Com os Pés Fincados no Chão (Compositor ao lado de Ricardo Martins e Zeca Alves e Intérprete) | Venceu    |

### Troféu Vitor Matheus Teixeira
| Ano  | Categoria         | Indicação      | Resultado |
| ---- | ----------------- | -------------- | --------- |
| 2017 | Compositor do Ano | Pirisca Grecco | Venceu    |